# Ар-Рияши
Ар-Рия́ши (араб. الرياشي‎) — арабский языковед и грамматист басрийской школы, хадисовед, вольноотпущенник (мауля) Мухаммада ибн Сулеймана аль-Аббаси.
Его полное имя: Абуль-Фадль аль-Аббас ибн аль-Фарадж ар-Рияши аль-Басри (араб. أبو الفضل العباس بن الفرج الرياشي البصري‎).
Ар-Рияши родился после 80-х годов I века по хиджре (начало IX века) в Басре. Обучался главным образом у аль-Асмаи и Абу Зейда ль-Ансари, изучал «Книгу» Сибавейхи у аль-Мазини. В 845 году он отправился в Багдад, предпочтя преподавательскую деятельность должности судьи в Самарре, на которую его хотел назначить халиф аль-Мутаваккиль. Учениками ар-Рияши были аль-Мубаррад, Ибн Дуруставайхи, Ибн Кутайба, Ибн Дурайд, Ибн Абу ад-Дунья и его покровитель — визирь Аль-Фатх ибн Хакан. Ни одно из произведений ар-Рияши не дошло до наших дней. Согласно Хатибу аль-Багдади, ар-Рияши обладал изумительной памятью, знал наизусть изречения аль-Асмаи и «Книгу» Сибавейхи. Аль-Джахиз назвал его дним из трёх величайших грамматистов Басры всех времён. По словам Ибн Дурайда, ар-Рияши был убит во время восстания зинджей (чёрных рабов) в Басре в 871 году. Сообщается, что это произошло в месяце шавваль. Он был зарублен зинджами в мечети во время совершения утреннего (духа) намаза.